# Troisième guerre macédonienne
Pour les articles homonymes, voir Guerre macédonienne.
Sauf précision contraire, les dates de cet article sont sous-entendues « avant l'ère commune » (AEC), c'est-à-dire « avant Jésus-Christ ».
Guerres de Macédoine
Batailles
Bataille de Callinicos
Bataille de Pydna
La troisième guerre macédonienne (172 à 168 av. J.-C.) oppose la République romaine au royaume de Macédoine sous le règne de Persée. Ce conflit se solde par la victoire des Romains, alliés principalement à Eumène II de Pergame, à la bataille de Pydna et met fin à l'indépendance de la Macédoine.

## Préliminaires de la guerre

### Fin du règne dePhilippeV(196-179)
À la suite de la deuxième guerre macédonienne (200 à 196 av. J.-C.), le royaume de Macédoine perd une partie de ses possessions, renonce à la Grèce et à la Thessalie, devient l'allié du sénat et du peuple romain, et livre plusieurs otages dont Démétrios, fils de Philippe V. Les Romains déclarent la Grèce « libre » et se retirent complètement des Balkans.
Par la suite, les rapports avec Philippe restent loyaux durant la  guerre contre Antiochos III (192 à 188) ; mais le vieux roi s'estime lésé par la paix imposée par Rome à la suite de la deuxième guerre macédonienne et par son rôle mineur dans la guerre contre Antiochos, et c'est, selon Tite-Live, les origines de la troisième guerre macédonienne. Il prend quelques villes en Thrace et en Thessalie, et tarde à retirer des garnisons des villes que les Romains lui ont confiées durant la guerre contre Antiochos III. De nombreux ambassadeurs viennent se plaindre devant le Sénat romain de ces faits, obligeant ce dernier à envoyer une délégation devant le Sénat en 185, qui oblige Philippe à rester au sein de ses frontières après qu'Eumène II de Pergame a ajouté de l'huile sur le feu. Philippe, irrité, se venge sur la ville de Maronée en 184, où il ordonne le massacre de tous les habitants, ce qui lui vaut une convocation à Rome, et selon Tite-Live, Philippe est persuadé que la guerre est maintenant la seule solution. Il tente d'amadouer le Sénat romain en envoyant son fils Démétrios à sa place. Sa mission est une réussite totale et signe la réconciliation, de courte durée, entre le peuple romain et Philippe. Démétrios devient très populaire parmi le peuple macédonien et provoque la jalousie de Philippe et de son fils aîné, Persée, qui le soupçonne de complot avec les Romains. Philippe le fait mettre à mort en 181 à la suite de nouvelles accusations de Persée. Philippe meurt peu après en 179, Persée s'empare du trône en assassinant les autres prétendants.

### Début du règne de Persée (179-173)
Persée succède à son père Philippe V en 179 av. J.-C. après avoir, selon la tradition issue de Polybe, fait tuer son frère Démétrios proche des Romains. Il envoie aussitôt des ambassadeurs à Rome pour renouveler l'alliance contractée avec son père. Il conforte ensuite sa position en Grèce septentrionale, où il tente avec un certain succès de présenter la Macédoine comme un utile contrepoids à l'influence romaine toujours plus envahissante et arrive jusqu'à Delphes.
En 174, Persée approche ainsi la Ligue achéenne et surtout conclut un traité d'alliance avec la Ligue béotienne. Sans trahir les clauses du traité de 197 qui interdit toute intervention macédonienne en Grèce, cette politique inquiète suffisamment le Sénat romain pour qu'il ait envoyé de nombreuses ambassades en Grèce, mais elles reviennent d'Étolie et de Macédoine, sans avoir pu rencontrer le roi, mais en rapportant à Rome la nouvelle des préparatifs de guerre de l'autre côté de la mer Adriatique.

## Guerre de Macédoine

### Rupture de l'alliance et déclaration de guerre (172-171)
En 172 av. J.-C., Eumène II, le roi de Pergame allié de Rome, vient à Rome pour signaler les projets de Persée, qui selon lui tenterait de restaurer l’influence de la Macédoine et menacerait ses voisins. Persée est ensuite impliqué dans un attentat contre Eumène II à Delphes. La déclaration officielle de guerre est votée au début 171, même si la décision est prise dès l'attentat contre Eumène II. Bien que les Romains aient des difficultés pour recruter une armée, la déclaration est précipitée car les Romains craignent probablement que Persée ne s'allie avec Antiochos IV alors en guerre contre les Lagides, tout comme Philippe V s'est auparavant allié à Antiochos III. Le texte de la déclaration est connu par Tite-Live :

« Attendu que Persée, fils de Philippe, roi des Macédoniens, contrairement aux termes du traité conclu avec son père Philippe et renouvelé avec lui-même après la mort de celui-ci, a porté les armes contre les alliés du Peuple Romain, dévasté leurs territoires, occupé leurs villes ; attendu qu'il a pris la décision de préparer la guerre contre le Peuple Romain et accumulé à cet effet des armes, des troupes, des bateaux — s'il ne donne pas satisfaction sur les points précédents, qu'on lui fasse la guerre. »

Les motifs officiels paraissent particulièrement de mauvaise foi : Persée ne menace ni les alliés de Rome, ni ne prépare une guerre contre Rome comme le montre sa tentative de paix avec Marcius Philippus. Par ailleurs le traité de 196 ne limite pas ses effectifs terrestres, ne l'empêche pas de se défendre contre les Thraces, ni de s'allier avec les Rhodiens ou les Béotiens. Cette guerre paraît donc d'abord être une guerre préventive. Le Sénat contracte des alliances avec Pergame, Rhodes, la Ligue béotienne et l'Égypte lagide.

### «Guerre froide» (automne 172-printemps 171)
À la fin de l'année 172 av. J.-C., Rome n'est pas prête à la guerre, contrairement à son adversaire qui s'y prépare depuis le règne de Philippe V la jugeant inévitable. L'année suivante, les postes sont répartis, et c'est le consul nouvellement élu Publius Licinius Crassus qui est chargé de la guerre contre Persée, avec deux légions de 6 000 citoyens, ce à quoi il faut ajouter 16 000 alliés ainsi que 1 700 chevaux.
Des ambassadeurs sont envoyés parcourir la Grèce et l'Asie Mineure pour trouver de nouveaux alliés et une rencontre avec Persée a lieu. Celui-ci souhaite la paix mais n'obtient, par l'intermédiaire de Quintus Marcius Philippus, qu'une trêve et un espoir de paix. Ce laps de temps permet à Rome de préparer la guerre.
Quintus Marcius Philippus est alors renvoyé en Grèce avec des quinquérèmes en tant que légat. Larissa, en Thessalie, et Thèbes, en Béotie reçoivent respectivement des garnisons de 2 000 et 300 hommes pour protéger ces alliés de Rome. La trêve n'ayant pas encore expiré, mais les espoirs de paix de Persée s'envolant, le consul traverse l'Adriatique et établit son camp près d'Apollonie d'Illyrie.
Par la suite, le Conseil royal de Macédoine se prononce en faveur de la guerre, et Persée réunit ses troupes à Cittium en Macédoine, soit 40 000 combattants à pied, dont la moitié de phalangites, et 4 000 cavaliers.

### Difficultés romaines (été 171-hiver 169)
Au début de l'été 171 av. J.-C., Persée quitte la Macédoine et se rend en Thessalie, tout en prenant quelques villes rebelles sur sa route. Le consul romain Publius Licinius Crassus quitte l'Illyrie, traverse l'Épire, et se rend à Larissa, capitale de la Thessalie. C'est là que le rejoignent tous les alliés de Rome, en commençant par Eumène II de Pergame avec sa flotte basée à Chalcis, 4 000 hommes et 1 000 cavaliers, et seulement un peu plus de 2 000 alliés grecs, réticents à s'engager.
Quelques jours plus tard, Persée vient établir son camp près de celui des Romains et de leurs alliés. La première bataille, livrée à Callinicos, tourne à l'avantage de Persée. Les Romains, qui ont évité l'anéantissement grâce à la cavalerie thessalienne, sont obligés de se retirer, dénombrant près de 2 500 pertes contre presque aucune du côté macédonien. Mais le consul est très vite renforcé par 2 000 cavaliers numides et 22 éléphants de guerre, qui resteront jusqu'à la victoire finale. Persée propose la paix qui lui est refusée. Quelque temps plus tard, un détachement romain de 800 légionnaires est complètement encerclé par plusieurs bataillons ennemis, mais il résiste jusqu'à l'arrivée de l'armée consulaire, et Persée se retire après de lourdes pertes.
L'année 170 se déroule sans opérations d'envergure, excepté la défaite d'un légat qui tombe dans un piège, près d'Uscana (en), en Illyrie romaine. La ville est toujours romaine et, quelques mois plus tard, Persée, qui s'est allié entre-temps à Genthios, le roi d'Illyrie, l'assiège et oblige la garnison romaine à se rendre, lors d'une offensive en Illyrie où nombre de villes tombent entre ses mains. Les légats romains sur place attendent le retour de Persée en Macédoine en 169 pour tenter de reprendre les villes perdues, sans succès.
Au début de l'année 169, 12 000 fantassins, pour la moitié des alliés, sont levés pour la guerre . C'est Quintus Marcius Philippus qui conduit l'armée contre Persée ; il débarque en Thessalie avec 5 000 hommes pour renforcer celle déjà sur place. Il ne peut envahir la Macédoine car Persée bloque les communications ; mais ce dernier commet une grave erreur, il va demander à son armée de se replier, laissant le passage pour la Macédoine libre pour les Romains. Après ces succès le conduisant jusqu'en Piérie, Persée va réussir à repousser les Romains, difficilement, et reprend le sanctuaire de Dion, puis il installe ses défenses sur les rives du fleuve Elpée, une importante frontière naturelle entre la Thessalie et la Macédoine. Mais les Romains rencontrent encore des difficultés car plusieurs villes prises par Persée leur résistent. Fin 169 les Romains et leurs alliés se fatiguent de combattre et commencent à douter de la victoire.

### Tentatives de médiation
Les puissances hellénistiques recherchent un compromis afin de mettre un terme au conflit en fonction de leurs intérêts propres. La situation diplomatique est d'autant plus complexe qu'en parallèle de la guerre de Macédoine se déroule la sixième guerre de Syrie. À la fin 170 av. J.-C., une ambassade lagide se trouve à Rome. Les délégués de Ptolémée VI, probablement à la demande de Persée, propose en vain une conciliation.
L'attitude de Rhodes est quant à elle plus ambiguë, oscillant entre neutralité et soutien aux Romains avec lesquelles ils sont officiellement alliés depuis 171, ce qui n'empêchent pas les Romains de renvoyer leur flotte. Le Sénatus-consulte de 169 visant à préserver les Grecs de l'arbitraire des officiers romains vient à réchauffer les relations. Une ambassade rhodienne part à Rome demander le « renouvellement de l'amitié » ; une autre ambassade rencontre le consul Marcius Philippus, ce dernier propose aux Rhodiens d'offrir leur médiation à Persée (ainsi qu'entre Séleucides et Lagides), sachant que la guerre nuit à leur commerce. Mais dans le même temps, Persée qui vient de s'allier avec le roi d'Illyrie, Genthios, envoie une ambassade à Rhodes qui est bien accueillie ; par ailleurs les Rhodiens s'allient avec des cités de Crète dont les relations sont mauvaises avec Rome. Rhodes, incertaine de l'issue du conflit, tâche donc de ménager les deux parties. Des ambassadeurs rhodiens partent alors pour la Macédoine et Rome : en Macédoine ils ne trouvent que Paul-Émile, résolu à poursuivre la guerre, et à Rome, ils n'arrivent qu'après la bataille de Pydna.
Enfin Eumène II continue de montrer son loyalisme envers les Romains ; mais il n'intervient en Grèce qu'avec des forces modestes, ce que les Romains n'ont pas manqué de lui reprocher. Au cours de l'hiver 169-168, Persée entreprend avec lui des tractations secrètes, dont la teneur exacte reste inconnue, mais qui heurtèrent les Romains. Finalement, Eumène ne quitte pas l'alliance avec Rome, même si un soulèvement des Galates en 168 l'empêche d'envoyer des forces nombreuses en Grèce.

### Victoire romaine (printemps 168-juin 168)

Ordre de la bataille de Pydna.

Des nouveaux consuls élus, c'est Lucius Æmilius Paullus, dit Paul-Émile, qui reçoit le commandement des troupes en Macédoine en 168 av. J.-C.. Pour obliger Persée à abandonner ses positions, Paul-Émile détache une partie de son armée, soit 8 200 fantassins et 120 cavaliers, sous le commandement de Publius Cornelius Scipio Nasica, vers la côte pour faire croire à Persée que l'armée romaine tente une manœuvre de débordement. Mais en fait, la nuit, Scipion Nasica conduit son armée vers le sud et franchit les montagnes vers l'ouest des armées romaines et macédoniennes. Il s'éloigne jusqu'à Pithium puis oblique vers le nord-est de façon à prendre les Macédoniens à revers. Persée, averti de la manœuvre par un déserteur crétois de l'armée romaine, envoie Milo à la tête d'un contingent de 12 000 hommes bloquer la route d'approche de Scipio Nasica. Le combat qui s'ensuit voit la défaite des Macédoniens qui battent en retraite, ne laissant d'autre choix à Persée que d'abandonner ses positions. Il marche donc vers le nord et installe de nouvelles positions près de Katerini, un village au sud de Pydna. Le terrain est favorable au déploiement de la phalange.
Paul-Émile attend le retour des forces de Scipio Nasica, tandis que Persée déploie les siennes dans l'attente d'une attaque de ce dernier en provenance du sud. Lorsque les armées romaines arrivent de l'ouest le 16 juin, elles trouvent l'armée macédonienne en ordre de bataille dans la plaine, mais tournée vers le sud. Cependant, les troupes sont trop fatiguées par la marche pour profiter de l'opportunité, et Paul-Émile fait établir un camp sur les collines au pied du mont Olocrus. Le 22 juin, l'armée macédonienne est écrasée à la bataille de Pydna par les légions romaines.

### Effondrement du royaume de Macédoine (automne 168)
Persée, à la suite de sa défaite, s'enfuit et se réfugie sur l'île de Samothrace. Il refuse un temps de renoncer à son titre de roi, mais finalement se rend au camp de Paul-Émile. 
Le royaume de Macédoine est alors divisé en quatre républiques indirectement commandées par Rome, mettant fin à l'indépendance de la Macédoine. Paul-Émile triomphe en novembre 167 av. J.-C. avec Persée et son fils adoptif, Philippe, comme prisonniers derrière son char, le Sénat lui accordant l'épithète de Macedonicus en récompense de ces hauts faits.

## Conséquences de la guerre
Le butin rapporté à Rome par Paul-Émile est considérable : 30 millions de deniers (75 millions selon Pline l'Ancien, 200 millions de sesterces selon Velleius Paterculus), versé au Trésor romain, des dons aux temples, des récompenses aux soldats. S’ajoutent 150 000 esclaves pris après la victoire de Pydna. Le budget de l'État romain reçoit en outre la rente régulière du tribut annuel de 100 talents imposé à la Macédoine. Le Sénat peut dès lors abolir définitivement le tributum, contribution aux dépenses militaires versée par les citoyens romains.
L’impérialisme romain n’est pas encore prêt pour les annexions territoriales en Orient : Le Sénat romain suit l'avis de Caton l'Ancien, et se refuse à annexer l’Illyrie et la Macédoine. Ses décisions anéantissent néanmoins les royaumes en place, et mettent en place un système d’États clients : l'exploitation des mines d’or et d’argent de Macédoine est interdite. Les Illyriens sont aussi divisés en trois États tributaires de Rome, théoriquement libres.
La tournée de Paul-Émile en Grèce pour rétablir l’ordre, sanctionne les alliés de Persée et récompense les neutres : la Ligue achéenne doit livrer en 167 av. J.-C. mille otages, dont Polybe, qui sont envoyés à Rome. Inversement, Athènes reçoit en 166 av. J.-C. comme colonie l’île de Délos, déclarée port franc. Cette mesure crée une nouvelle plate-forme du commerce entre l’Orient hellénistique et l'Occident romain, pour le grand bénéfice des négociants romains, et ruine le précédent épicentre des échanges à Rhodes, qui a relâché son alliance avec Rome et provoque son déclin.
La suprématie orientale de Rome ne fait plus aucun doute, comme en témoigne la facilité avec laquelle l'arrogante ambassade de Gaius Popilius Lænas fait céder Antiochos IV dans sa guerre contre Ptolémée VI. Culturellement, Paul-Émile continue la pénétration de l’hellénisme à Rome, amorcée par les Scipion, en entretenant un cercle aristocratique et cultivé, dont fait partie Polybe. La diffusion de la culture grecque est telle que même le conservateur Caton se met à apprendre le grec.